# Kilmacow
Kilmacow (iriska: Cill Mhic Bhúith) är en ort i republiken Irland.   Den ligger i grevskapet Kilkenny och provinsen Leinster, i den sydöstra delen av landet, 130 km sydväst om huvudstaden Dublin. Kilmacow ligger 14 meter över havet och antalet invånare är 627.